# Distrito de Entlebuch
El distrito de Entlebuch (en alemán Amt Entlebuch) es uno de los cinco distritos del cantón de Lucerna (Suiza), ubicado al suroeste del cantón. Tiene una superficie de 410,13 km². La capital del distrito es Schüpfheim.

## Geografía
El distrito de Entlebuch limita al norte con los distritos de Willisau y Sursee, al noreste con Lucerna, al este con el cantón de Obwalden, al sur con el distrito administrativo de Interlaken-Oberhasli (BE), y al oeste con Emmental (BE).

## Historia
Señoría medieval, bailía lucernense desde finales del siglo XIV hasta 1798 y distrito lucernense desde 1803. Sometida a un clima riguroso, situada en la región de los cursos superiores del Pequeño Emme y del Ilfis, el valle del Entlebuch comprende nueve comunas entre el Napf y los Prealpes. Las granjas aisladas han dominado en la región desde la Edad Media; a partir del siglo XVI los pueblos se formaron alrededor de las iglesias.
Al norte, la comuna de Werthenstein, con el antiguo enclave del Entlebuch de Wolhusen-Markt (tentativa fallida para fundar una ciudad en el siglo XIV por parte de Austria), no fue anexada al distrito hasta 1889. El nombre de Entlebuch es mencionado por primera vez en 1139. Del siglo XII al XX, la organización de las parroquias, a partir de la iglesia de Entlebuch, fue dependiente del convento de St. Blasien (Selva Negra) en 1157 y de los señores de Wolhusen más tarde. Dicha organización fue primordial a la hora de fijar los límites actuales de las comunas en 1798 y 1803. El Entlebuch formó parte durante la época medieval de la señoría de Wolhusen. Los barones de Wolhusen dominaban todo el valle desde el siglo XI. La señoría incluía la jurisdicción completa, la mayoría de derechos de colación, la propiedad de los bosques, etc. 
En la Edad Media se constituyeron algunos tribunales singulares llamados Kantelgerichte, en los cuales, los jueces (Kirchenrichter) ejercieron hasta 1798 la baja justicia en nombre de la iglesia. Antes de 1300, Austria compró la bailía interior de Wolhusen, en la que Entlebuch estaba incluido. En el siglo XIV, la bailía terminó siendo cedida como prenda. Uno de los señores prestamistas, Peter von Thorberg, puso fin al avance de los obwaldenses más allá de la línea de repartición de las aguas (batalla de Sörenberg en 1380). El Entlebuch es mencionado como país (Land) y sus habitantes como gente (Landleute) desde 1381, mientras que los bedeles aparecerían en 1382. 
El pacto de comburguesía concluido en 1385/1386 con Lucerna trazó el futuro político del valle. Este último pasaría de manos de la nobleza a manos de la ciudad. La situación sería definitivamente resuelta cuando Lucerna adquirió las prendas en 1405. Tras la llegada de los berneses a la vecina jurisdicción de Ranflüh en 1408, se produjeron interminables conflictos territoriales entre los dos cantones, que no encontraron una solución al problema hasta 1470 con el acuerdo llamado Völlige Richtung. 
La constitución en vigor de 1395 a 1798 preveía un concejo llamado de los Cuarenta, el cual designaba los Catorce que, junto con el bailío de Lucerna, formaban a su vez los Quince, encargados de ejercer la justicia. Las funciones honoríficas eran las de capitán (Landdeshauptmann), el abanderado (Landespannermeister) y de estandarte (Landesfähnrich), a los cuales se agregaban el alguacil (Landesweibel) y el escribano (Landschreiber). El bosque patrimonial, propiedad del señor desde la Edad Media, fue delimitado en 1433 y su disfrute cedido al país en 1514, que lo compartió en 1596 entre las tres bailías de Escholzmatt, Schüpfheim y Entlebuch, luego en 1800, entre las diferentes comunas y, en parte, entre los habitantes más pobres. 
Desde finales del siglo XIV hasta el XVII hubo varios conflictos y sublevamientos que culminaron con el complot de Amstalden (1478) y en la Guerra de campesinos de 1653 que, a partir del Entlebuch se extendió casi por todo el campo lucernense y las regiones vecinas, en particular el Emmental. El consuetudinario del valle databa de 1491 y fue completado por el derecho comunal de Lucerna. Bajo la República Helvética (1798-1803), el Entlebuch formó el distrito de Schüpfheim, para convertirse finalmente en distrito de Entlebuch. 
En diciembre de 2001, la región del Entlebuch fur inscrita en la lista de reservas de la biosfera de la Unesco.

## Comunas
| Comuna        | Población (31.12.2008) | Superficie en km² |
| ------------- | ---------------------- | ----------------- |
| Doppleschwand | 714                    | 6,95              |
| Entlebuch     | 3287                   | 56,90             |
| Escholzmatt   | 3141                   | 61,29             |
| Flühli        | 1922                   | 108,24            |
| Hasle         | 1709                   | 40,33             |
| Marbach       | 1193                   | 45,10             |
| Romoos        | 713                    | 37,24             |
| Schüpfheim    | 3790                   | 38,37             |
| Werthenstein  | 1882                   | 15,80             |
| Total (9)     | 18 351                 | 410,13            |